# Uruguayische Fußballnationalmannschaft (U-17-Junioren)
Die uruguayische U-17-Fußballnationalmannschaft ist eine Auswahlmannschaft uruguayischer Fußballspieler. Sie unterliegt der Asociación Uruguaya de Fútbol und repräsentiert sie international auf U-17-Ebene, etwa in Freundschaftsspielen gegen die Auswahlmannschaften anderer nationaler Verbände, bei U-17-Südamerikameisterschaft und U-17-Weltmeisterschaften.
Die Mannschaft wurde 2011 Vize-Weltmeister, nachdem sie im Finale gegen Mexiko verloren hatte. 1999, 2009 und 2013 schied sie jeweils im Viertelfinale der WM aus.
Außerdem wurde sie dreimal Vize-Südamerikameister (1991, 2005 und 2011) und erreichte dreimal den dritten Platz (1995, 1999 und 2009) bei Südamerikameisterschaften.

## Teilnahme an U-17-Weltmeisterschaften
(Bis 1989 U-16-Weltmeisterschaft)
| 1985 | Nicht qualifiziert |
| 1987 | Nicht qualifiziert |
| 1989 | Nicht qualifiziert |
| 1991 | Vorrunde           |
| 1993 | Nicht qualifiziert |
| 1995 | Nicht qualifiziert |
| 1997 | Nicht qualifiziert |
| 1999 | Viertelfinale      |
| 2001 | Nicht qualifiziert |
| 2003 | Nicht qualifiziert |
| 2005 | Vorrunde           |
| 2007 | Nicht qualifiziert |
| 2009 | Viertelfinale      |
| 2011 | 2. Platz           |
| 2013 | Viertelfinale      |
| 2015 | Nicht qualifiziert |
| 2017 | Nicht qualifiziert |
| 2019 | Nicht qualifiziert |
| 2023 | Nicht qualifiziert |

## Teilnahme an U-17-Südamerikameisterschaft
(Bis 1988 U-16-Südamerikameisterschaft)
| 1985 | 5. Platz |
| 1986 | Vorrunde |
| 1988 | Vorrunde |
| 1991 | 2. Platz |
| 1993 | Vorrunde |
| 1995 | 3. Platz |
| 1997 | Vorrunde |
| 1999 | 3. Platz |
| 2001 | Vorrunde |
| 2003 | 4. Platz |
| 2005 | 2. Platz |
| 2007 | Vorrunde |
| 2009 | 3. Platz |
| 2011 | 2. Platz |
| 2013 | 4. Platz |
| 2015 | 5. Platz |
| 2017 | Vorrunde |
| 2019 | 6. Platz |
| 2023 | Vorrunde |

## Ehemalige Trainer
- 2009 bis März 2014: Fabián Coito
- 2014 bis 2015: Santiago Ostolaza